# Анналы Петау
Анна́лы Пета́у (Петавиа́нские анна́лы; лат. Annales Petaviani) — раннесредневековые латиноязычные анонимные анналы, описывающие историю Франкского государства с 687 по 804 год. Названы в честь библиофила Александра Петау, первого известного владельца рукописи с этими анналами.

## Описание
«Анналы Петау» сохранились в трёх рукописях, из которых «Ватиканский кодекс королевы Кристины» (cod. Vaticanus Reginae Christinae 520) содержит наиболее полный вариант анналов, а «Массезский кодекс» (cod. Masciacensi) — ряд дополнений, отсутствующих в других рукописях. Впервые анналы были изданы в 1636 году во Франции.
«Анналы Петау» были составлены в конце VIII или в самом начале IX веков. Основой для ранней части этих анналов (687—740 годы), также как для «Тилианских» и «Лоббских анналов», послужили «Анналы святого Аманда» и сведения, почерпнутые из неидентифицированного источника, возможно, являвшегося протографом для анналов из монастыря Святого Аманда. Описание 741—770 годов основано также на использовании сведений из «Лоршских», «Мозельских» и не дошедших до нашего времени «Мурбахских анналов». Эта часть содержит ряд важных свидетельств (например, о подавления восстания в Алеманнии (746 год), дате рождения короля Карла Великого (747 год) и переходе с мартовских на майские поля в 755 году). Описание событий 771—799 годов является полностью самостоятельным сочинением. Предполагается, что начинающиеся с этого времени погодовые записи до 772 года сделаны в кёльнском монастыре Святого Мартина, записи 773—778 годов — в монастыре в Горзе (около Меца), последующие — или при дворе франкских королей, или в Корвейском монастыре. Сведения за этот период, передаваемые «Анналами Петау», в большинстве своём точны и достоверны, что делает их ценным историческим источником по правлению Карла Великого. Основная часть анналов заканчивается описанием событий 799 года, однако в «Массезском кодексе» среди других добавлений содержится запись о смерти Алкуина в 804 году.

## Издания
На латинском языке:
- Annales Petaviani. — Monumenta Germaniae Historica. Scriptores (in Folio). — Hannover: Impensis Bibliopolii Avlici Hahniani, 1826. — S. 7, 9, 11, 13. Архивировано 17 января 2016 года.
- Ad Annales Petavianos. — Monumenta Germaniae Historica. Scriptores (in Folio). — Hannover: Impensis Bibliopolii Avlici Hahniani, 1839. — S. 170. Архивировано 17 января 2016 года.

На русском языке:
- полный перевод:
  - Петавианские анналы / перевод и комментарии И. В. Дьяконова // Хроники королевства франков конца VII — начала X в.. — М. : SPSL — Русская панорама, 2023. — С. 450—459. — (MEDIÆVALIA: средневековые литературные памятники и источники). — ISBN 978-5-93165-499-7.
  - Петавианские анналы. Восточная литература. — перевод издания в MGH 1826 года. Дата обращения: 20 февраля 2011.
- фрагменты:
  - Анналы Петау. — Свод древнейших письменных известий о славянах. Том II (VII—IX вв.). — М.: «Восточная литература» РАН, 1995. — С. 449—450. — 590 с. — ISBN 5-02-017809-8.